# Abhajagiri vihára

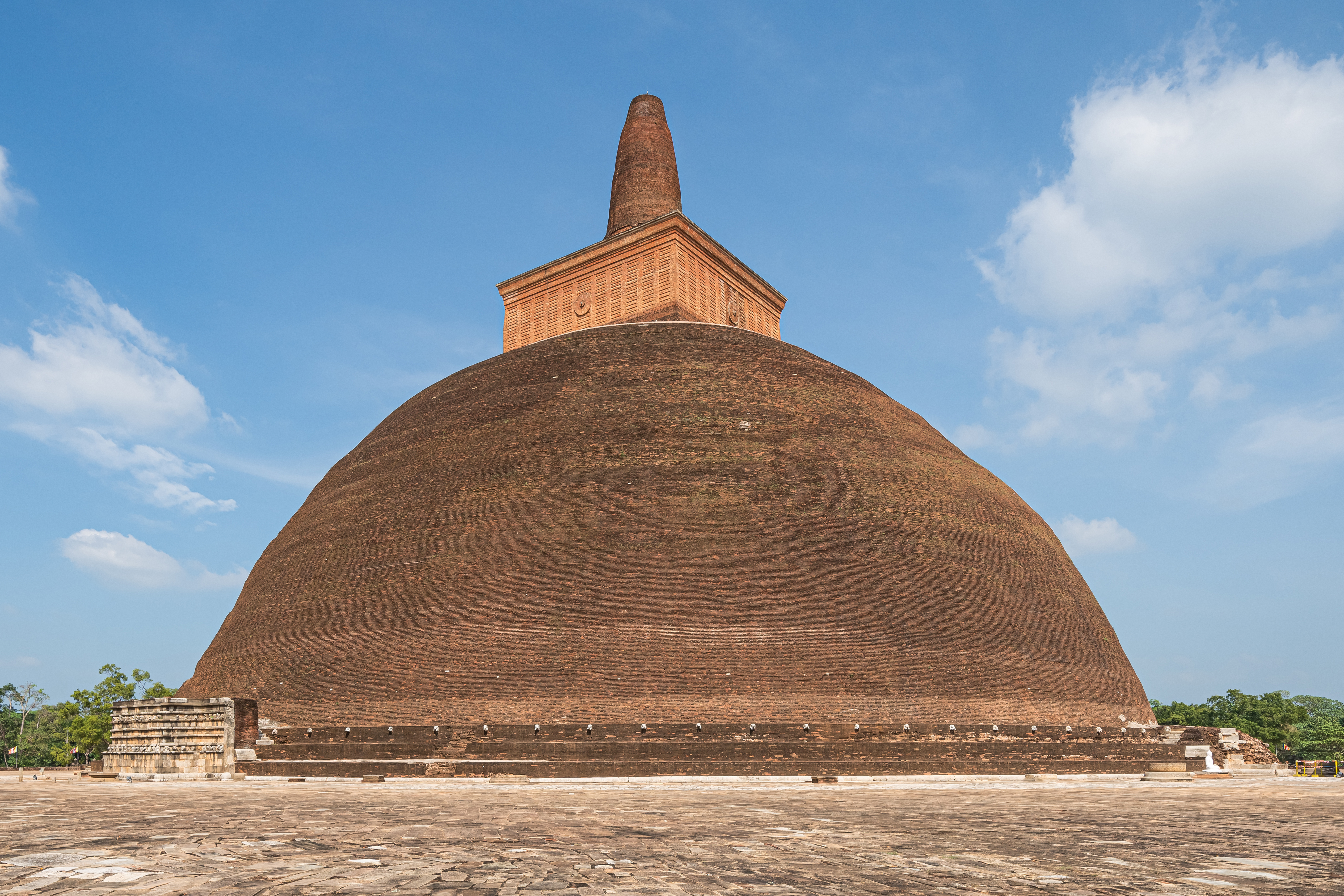
A felújított Abhajagiri dagaba (sztúpa) Anuradhapurában. A sztúpa a kolostor szertartási központja volt, eredetileg több mint 100 méter magas, az ókori világ egyik legnagyobb építménye lehetett. Ma, több átépítés után, az Abhayagiri Dagoba 75 méter magas.

Az Abhajagirija kolostor a Samadhi szoborral, a Kuttam Pokuna (ikertó) és a holdkő

Abhajagiri vihára a mahájána, a théraváda és a vadzsrajána buddhizmus egyik fő kolostorkomplexuma volt, amely a Srí Lankai Anuradhapurában található. A világ egyik legkiterjedtebb romvárosa és az ország egyik legszentebb buddhista zarándokhelye. Történelmileg jelentős szerzetesi központ és egyben királyi főváros is volt, többemeletes, pompás kolostorokkal, amelyeknek tetejét aranyozott bronz vagy ragyogó színekkel mázolt égetett agyagból készült cserepek borították. A várostól északra, hatalmas falakkal körülvéve, díszes fürdőtavakkal, faragott korlátokkal és holdkővel díszített „Abhajagiri” állt, amely egyike Anuradhapura tizenhét ilyen jellegű vallási egységének, és a legnagyobb az öt fő vihárája (buddhista kolostor) közül. A komplexum egyik középpontja egy ősi sztúpa, az Abhajagiri dagaba.
A  dagabát körülvevő Abhajagiri vihára az északi kolostor, vagyis az Uttara vihára székhelye volt, és a szigeten található egyetlen Buddha-fogmaradvány őrzője.
Az „Abhajagiri vihára” kifejezés nemcsak a kolostorépületek komplexumára utal, hanem a buddhista szerzetesek testvériségére, vagyis a szanghára is, amely évszázadokon át fenntartotta saját történelmi feljegyzéseit, hagyományait és életmódját. Az i. e. 2. században alapított intézmény az 1. századra nemzetközivé nőtte ki magát, amely a világ minden tájáról vonzotta a tudósokat, és a buddhista filozófia minden áramlatát felölelte. Hatása a világ más részein is  nyomon követhető. Az Abhajagiri vihára az ősi Srí Lanka fővárosában, Anuradhapurában a Mahávihára és a Dzsetavána buddhista szerzetesi szektával szemben jelentős  intézményként fejlődött.

## Valagamba király és az Abhajagiri vihára
A krónikában  feljegyezték, hogy Abhajagiri dagabát Valagamba király alapította második uralkodása idején, i. e. 89-77 között. Egy fiatal bráhmana, Tija (Tissza) hadat üzent neki, mivel hatalmát féltette  a buddhista betelepedőktől. Tiját egy másik bráhmana jóslata tévesztette meg, akit királynak neveltek. Bhikkhu Mahinda érkezése előtt, aki a buddhizmust hozta a szigetre, a bráhmanák a legmagasabb helyet foglalták el a társadalomban. Miután a buddhista szangha megalakult a szigeten, elvesztették felsőbbségüket, és helyüket a szangha vette át. Néhány bráhmana áttért a buddhizmusra, míg mások fellázadtak. Tijának, aki élvezte közössége támogatását Srí Lankán, de a szigetországon kívül is,  nagy hatalma volt.
Ugyanebben az időben hét tamil törzsfőnök hatalmas sereggel szállt partra Mahatitthában. Valagamba, aki jó diplomata volt, rájött, hogy erői túl gyengék ahhoz, hogy mindkét ellenség ellen – a tamilok és Tija ellen – felvegye a harcot, és úgy próbált megszabadulni tőlük, hogy egymás ellen uszította őket. Üzenetet küldött Tijának, hogy ha sikerül legyőznie az idegen támadókat, az övé lehet a királyság. Tija beleegyezett, előrenyomult a seregeivel, hogy csatát provokáljon a tamilokkal, de legyőzék őt. A sikerükön felbuzdult tamilok Anuradhapura felé nyomultak, és megfutamították a királyt, aki kénytelen volt elhagyni székhelyét, és a hegyekbe menekült. Amikor a csatában legyőzött király elmenekült Anuradhapurából, egy Giri nevű dzsain szerzetes ("nigantha" páli nyelven), aki a Pandukhabaja király által a város északi kapuja közelében épített áráma élén állt, felkiáltott: „A nagy fekete szingaléz menekül.”  A király ezután elhatározta: „Ha teljesül a kívánságom (a királyság visszaszerzése), akkor itt egy vihárát fogok építeni”.
Az ezt követő Beminitidzsa Szeja vagyis  Nagy éhínség és idegen uralom idején Vattagamani Abhaja a hegyvidéken keresett menedéket, ahol csapatokat gyűjtött, mígnem több mint tizennégy év száműzetés után i. e. 89-ben bevonult Anuradhapurába, és legyőzte az utolsó tamil királyt, Bhatiját. A vereségének napján tett fogadalmát teljesítve egyik első cselekedete az volt, hogy felépítette az Abhajagiri viharát a Giri kolostor helyén. A kupikkala Mahatissza Thérát nevezték ki a templom főhivatalnokává, hálából a hódítók elleni harcban nyújtott támogatásáért. Abhajagiri ezután nemcsak a vallási, hanem a nemzeti újjászületés szimbólumává is vált, mivel jelezte a bráhminok és a dzsainok befolyásának végét az országban.
A Mahavamsza szerint az Abhajagiri Vihára név Vattagamani Abhaja király és a kolostorban korábban élt dzsain szerzetes, Giri nevéből származik. Mivel azonban a legtöbb ősi kolostor egy dombhát, vagy szingaléz nyelven 'giri' köré épült (például a Vesszagiri, Meghagiri vagy Csetijagiri kolostorok), lehetséges, hogy az Abhajagiri név a Vattagamani Abhaja által létrehozott kolostort jelképezi, miután visszafoglalta a királyságot, amely a Digapaszana néven ismert dombhátat övezte, amely most az Abhajagiri komplexumon belül van.

## Abhajagiri fénykora

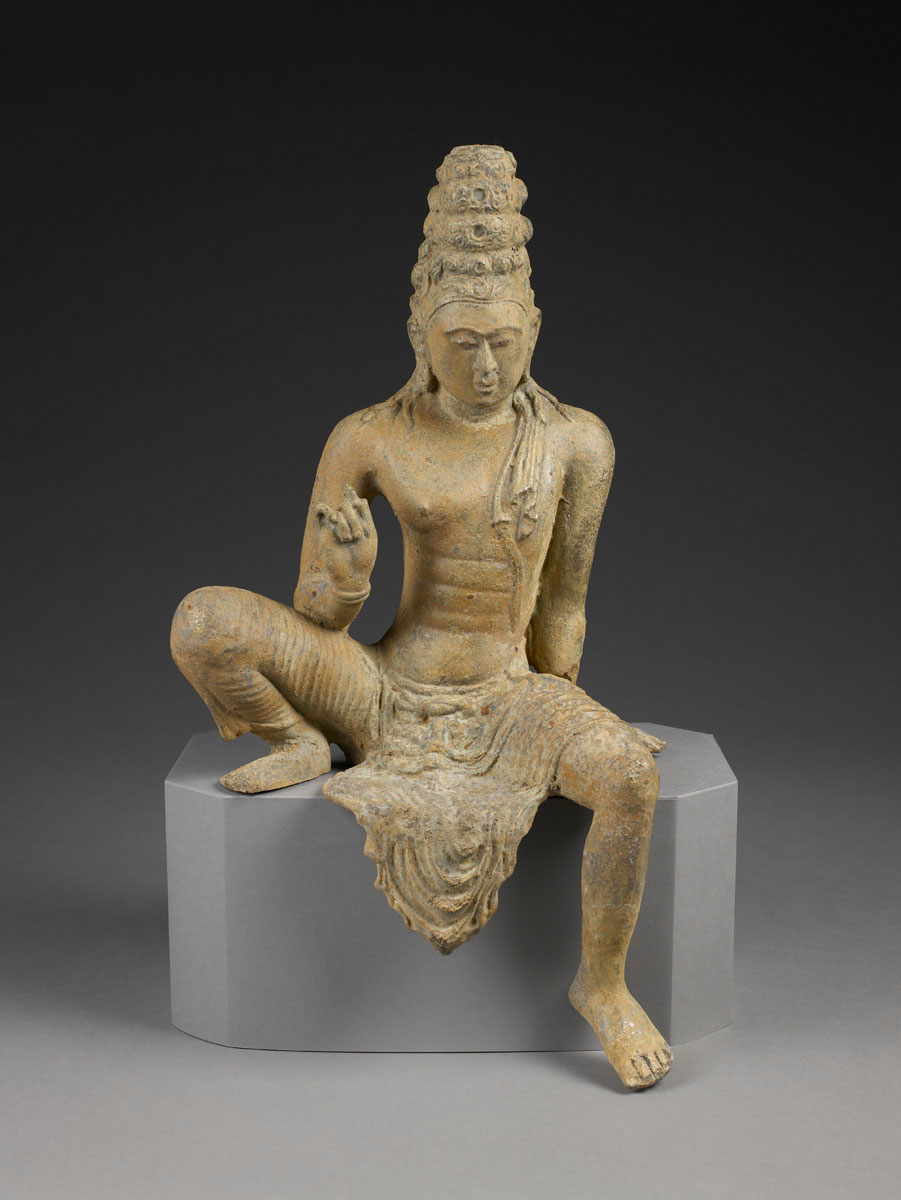
Avalókitésvara Bódhiszattva bronzszobra. Srí Lanka, i.sz. 750 körül

### Királyi pártfogás
I. Gadzsabahu alatt Abhajagiri presztízse és jelentősége nőtt. A  3. században Mahászena király trónra lépésével a Mahávihára-szerzetesek elnyomása következett be. A király megtiltotta nekik a kéregetést, és lerombolta a Mahávihára épületeit, és anyagukat újra felhasználta az Abhajagiri új épületeinek építéséhez. Mahászena trónra lépése Abhajagiri fénykorát nyitotta meg. Miután a 4. században Srí Lankára hozták Buddha egy fogának maradványát, Abhajagirit választották ki, hogy otthont adjon annak nyilvános tiszteletére.
Egy kínai szerzetes, Fa-hszien elmondása szerint: „Tíz nap múlva Buddha fogát kihozzák és az Abhajagiri kolostorba viszik... az út két oldalán; a király az ötszáz személy képeit állítja fel, amelyeket Buddha előző létezésében vett fel.”
Mire Fa-hszien a dhammát keresve Srí Lankára érkezett, és 412-ben felkereste Abhajagirit, az már Srí Lanka egyik vezető buddhista központjává fejlődött. A 7. századra az Abhajagiri vihára négy mulából (szó szerint "családokból", testvériségekből vagy a vallási tanítás csoportosított intézményeiből) állt:
Uttara-mula
Kapara-mula
Mahanethpa-mula
Vahadu-mula
Mindezeket régészeti ásatások, kutatások és epigráfiai bizonyítékok segítségével lokalizálták és azonosították.
A  12. század előtt Srí Lanka több uralkodója is támogatást és pártfogást nyújtott az Abhajagiri théravádiknak, és olyan utazók, mint Fa-hszien, az Abhajagiri théravádikat látták a fő buddhista hagyomány őrzőinek Srí Lankán.

## Külföldi kapcsolatok
Az idők folyamán Abhajagiri jól szervezett vallási és oktatási intézménnyé fejlődött, amely  kiépített kapcsolatokkal rendelkezett Kínával, Jávával és Kasmírral.
A kínai Bhikkhuni  Zhuan szöveg, a Si Baocsang által  526-ban összeállított bhikkhuni életrajzok, valamint Gunavarnam és Sanghavarnam életrajza szerint a szingaléz apácák a második Upasampadát, vagyis a magasabb szintű felszentelést adták a kínai apácáknak. Egy másik kínai forrás szerint  426-ban nyolc szingaléz apáca érkezett Nankingba, a Liu Szung-dinasztia ( 420 – 477) fővárosába egy Nandi nevű férfi tulajdonában lévő kereskedelmi hajón. Ezt követően további három apáca, élükön Tisszarával, érkezett Nankingba. Így a 434-es évben több mint háromezer apáca másodszor is megkapta a magasabb szintű felszentelést több mint tíz szingaléz apáca jelenlétében Tisszara vezetésével a kínai Nanking templomban.
Azt is feljegyezték, hogy az Abajagiri viharán keresztül vallási kapcsolatok alakultak ki Srí Lanka és Jáva között, legalábbis a 8. század vége felé, ahogyan azt egy töredékes felirat leírja a közép-jávai Ratubaka-fennsíkról. Ez a felirat "a dzsinák  mondásaiban képzett szingaléz aszkéták Abhajagiri viharájának" megalapítását rögzíti.

## Mahájána és Vidzsrajána
Úgy tűnik, hogy az Abhajagiri vihára a Mahájána és Vadzsrajána tanítások központja is volt; ezért a konzervatívabb mahávihára szerzetesek a komplexumot eretneknek tekintették.  A  7. században Hszüan-cang is leírja a két kolostor egyidejű létezését Srí Lankán, és a Mahávihára szerzeteseit Hínajána Szthavirákként (páli: Thera), az Abhajagiri vihára szerzeteseit pedig Mahájána Szthavirákként említi. Hszüan-cang továbbá így ír:
„A Maháviháravászinok elutasítják a Mahájánát és a Hínajánát gyakorolják, míg az Abhajagiriviháravászinok mind a Hínajána, mind a Mahájána tanításokat tanulmányozzák és a Tripiṭakát terjesztik”.
Abhajagiri jelentős egyetemként és a tanulási központként számos jelentős buddhista tudósnak adott otthont, akik szanszkrit és páli nyelven alkottak. Ezek közé tartozik Upatissza (aki a Vimuttimaggát írta), Kavicsakravarti Ananda (a Saddhammopájana szerzője), Arjadeva, Arjaszura, valamint a tantrikus mesterek, Dzsajabhadra és Csandramáli.
A  8. században ismert, hogy mind a mahájána, mind a buddhizmus ezoterikus,  vadzsrajána formáját gyakorolták Srí Lankán, és két indiai szerzetes, akik az ezoterikus buddhizmus kínai terjesztéséről  ismertek, Vadzsrabodhi és Amoghavadzsra, ebben az időben látogatott el a szigetre.

## Fordítás
Ez a szócikk részben vagy egészben  az   Abhayagiri vihāra című angol Wikipédia-szócikk ezen változatának fordításán alapul.  Az eredeti cikk szerkesztőit annak laptörténete sorolja fel. Ez a jelzés csupán a megfogalmazás eredetét és a szerzői jogokat jelzi, nem szolgál a cikkben szereplő információk forrásmegjelöléseként.